# Býšovcové z Býšova
Býšovcové z Býšova byli českým středověkým a novověkým šlechtickým rodem.

## Historie
První zmínka o tomto rodu je z roku 1395, kdy se připomínají bratři Arnošt a Kuník z Býšova jako majitelé tvrze a dvora Býšov. Byli příbuzní s vladyky z Knína a z Březí, se kterými sdíleli stejný farní kostel, a to kostel svatého Prokopa ve Křtěnově.

### Další známí členové tohoto rodu
Z dalších příslušníků tohoto rodu zástupců jsou uváděni Petr (1410), Bohuslav (1414), Oldřich (1440–1454), Bušek (1440–1452), Bohuslav (1450–1485), bratří Odolen a Kuneš (1462), Jan (1483), Štěpán (1522) a další. Albrecht Býšovec z Býšova byl purkrabím hradu Hluboká; roku 1535 koupil tvrz v později zaniklé vsi Branovice (katastrální území Dobšice u Týna nad Vltavou) a týž rok ji prodal.
Roku 1534 se připomíná Jan Býšovec z Býšova, který si dal roku 1545 zapsat do zemských desk tvrz, dvůr a vesnice Býšov a Všemyslice. Ke statku ještě přikoupil roku 1558 ves Knín. Po jeho smrti došlo k dělení rodinného majetku mezi sedm potomků, přičemž Jan mladší Býšovec získal Býšov a ves s tvrzí Dasný s tím, že Dasný v roce 1615 prodal Kateřině Kunašové z Terešova, pro neplnění kupní smlouvy statek znovu obsadil, v roce 1620 mu však byl zabrán.
Marie Býšovcová z Býšova byla manželkou Jetřicha Kouče z Kouče, který ji roku 1630 zapsal statek Domousice.[zdroj?]
Markvart Býšovec z Býšova (†1669) koupil v roce 1650 zpustlý statek a tvrz v Čížkrajicích, po jeho smrti zde žil jeho starší syn Jan Václav (†1687).
Jiný Jan Václav Býšovec z Býšova koupil v roce 1690 ves Zálezly, kterou v roce 1708 prodal.

## Erb
V červeném štítě stříbrná supí hlava se zlatou zbrojí. Kolčí helma s točenicí a červeno-stříbrnými přikryvadly. Klenot – zlatý šíp mezi dvěma buvolími rohy se sloní troubou, pravý roh stříbrný, levý červený.